# Округ Даглас (Илиноис)
Округ Даглас (енгл. Douglas County) је округ у америчкој савезној држави Илиноис.

## Демографија
По попису из 2010. године број становника је 19.980, што је 58 (0,3%) становника више него 2000. године.
| Група             | 2000.          | 2010.          |
| Белци             | 18.993 (95,3%) | 18.427 (92,2%) |
| Афроамериканци    | 60 (0,3%)      | 58 (0,3%)      |
| Азијати           | 51 (0,3%)      | 83 (0,4%)      |
| Хиспаноамериканци | 690 (3,5%)     | 1.210 (6,1%)   |
| Укупно            | 19.922         | 19.980         |